# Таг (иврит)
Таг (ивр. תָּג‎, мн. ч. таги́м ивр. תָּגִים‎ от арам. «корона») — графический элемент, украшающий определённые буквы еврейского алфавита. Состоит из небольшой вертикальной черты, оканчивающейся вверху точкой, что похоже на миниатюрную букву «заин». Эти декоративные знаки, являющиеся отличительной особенностью стиля письма ашури или ивр. סת"ם‎ (ста"м — акроним слов Сефер Тора, Тефилин и Мезузот), встречаются только в сакральных иудейских манускриптах: мезуза, тфилин, свиток Торы.
Из 22 букв еврейского алфавита:
- 7 букв должны иметь 3 тага: гимель (ג), заин (ז), тет (ט), нун (נ), аин (ע), цади (צ), шин (ש);
- 6 букв могут иметь один таг: бет (ב), далет (ד), ѓе (ה), хет (ח), йуд (י), куф (ק);
- к 9 буквам не могут присоединяться таги: алеф (א), вав (ו), каф (כ), ламед (ל), мем (מ), самех (ס), пе (פ), реш (ר), тав (ת).

Для более лёгкого запоминания принято обозначать эти три группы символическими фразами («симаним»): שעטנ"ז ג"ץ (шаатнез гец), בד"ק חי"ה (бедек хая), אוכ"ל מספר"ת (охель месаперет) или מלאכת סופר (мелехет софер).
Кроме того, по традиции, некоторые буквы в свитке Торы, тфилинах и мезузах имеют дополнительные таги.
- Нун
- Корона из 3 тагов над гимелем (ג)
- Корона из 3 тагов над аином (ע)

## Значение
Как и другие детали формы еврейских букв, форма тагов имеет определённый смысл. В книге «Мишна брура» говорится, что буквы שעטנ"ז ג"ץ могут составлять имена нечистых сил, а таги имеют форму мечей, поражающих эти силы.
Талмуд говорит, что рабби Акива мог учить множество законов только из тагов.

## Сефер Тагэй
Существует сочинение (предисловие которого гласит, что его автор — первосвященник Эли ха-Коэн) под названием «Сефер Тагэй» (Книга тагов; «Сефер Тагин»; Sefer ha-Tagin; Sepher Taghin; лат. Liber Coronularum). Фактически, это список видоизменённых букв в Торе. Кроме дополнительных тагов, есть и другие изменения в форме некоторых букв.